# Le Mont-Dore (Nueva Caledonia)
Le Mont-Dore es una comuna de la Provincia Sur de Nueva Caledonia, un territorio de ultramar de Francia en el océano Pacífico.

## Cultura

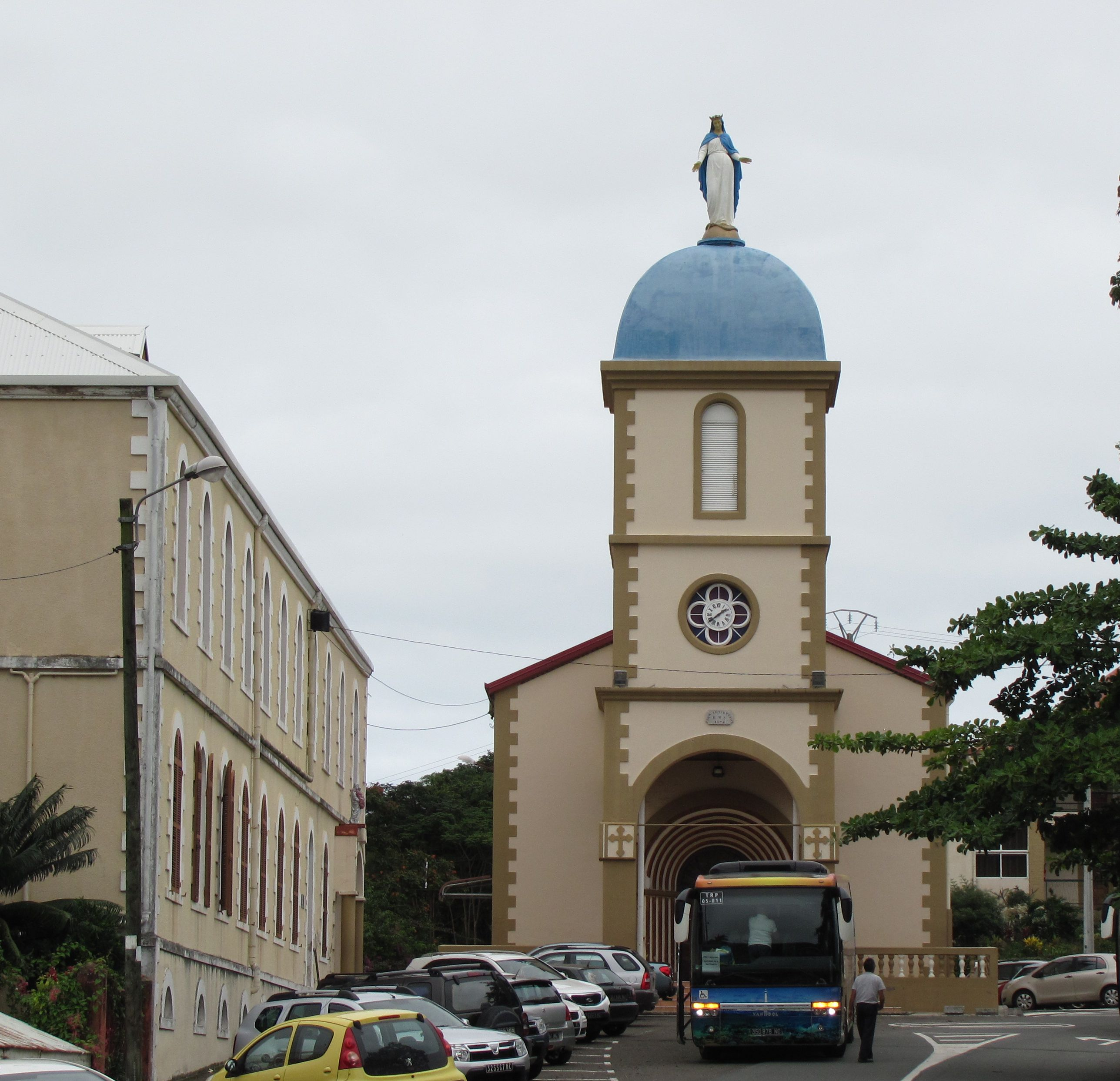
Iglesia de peregrinación

El edificio más conocido de la ciudad es la iglesia Eglise de la Conception, una iglesia de peregrinación construida en 1874. Se trata de la iglesia de peregrinación más importante de Nueva Caledonia. La fachada fue reformada en 1893. 
Una parte del ayuntamiento de Mont-Dore fue construida en el estilo tradicional de los kanak. La ciudad cuenta con un moderno centro cultural.